# La fidanzata cinese
La fidanzata cinese (China Rich Problems) è un romanzo satirico-chick lit del 2015 dello scrittore singaporiano Kevin Kwan.
Si tratta del secondo capitolo della trilogia Crazy Rich Asians, preceduto da Asiatici ricchi da pazzi (Crazy Rich Asians) e seguito da Rich People Problems (attualmente inedito in Italia).

## Trama
Rachel Chu e Nicholas Young hanno ricucito il loro rapporto dopo la disastrosa visita alla famiglia di lui. A seguito del loro fidanzamento, Nicholas è in rotta con sua madre Eleanor e sua nonna Su Yi. Sua zia Jacqueline Ling lo informa che, a causa del matrimonio in programma, verrà escluso dalla famiglia e dalla casa ancestrale, avvertendolo che questa esclusione sarà più insopportabile di quanto possa immaginare.
Intanto, Rachel ha scoperto che l’uomo con cui sua madre era sposata in Cina, Zhou Fang Min, non è il suo padre biologico. Kerru non conosce né il nome né la posizione attuale del vero padre di Rachel, la quale desidera connettersi con lui.
Carlton Bao, unico erede di una ricca famiglia della Cina continentale, studia in Gran Bretagna. Dopo un grave incidente con la sua Ferrari, rimane seriamente ferito. Sua madre Bao Shaoyen, durante un pranzo con Eleanor Young e alcune amiche, mostra loro una foto di Carlton prima dell’incidente e si rendono conto che assomiglia moltissimo a Rachel Chu.
La cugina di Nick, Astrid, si è riconciliata con il marito Michael. Il loro matrimonio è ora più stabile, anche grazie al successo economico dell’azienda tecnologica di Michael, che ha fatto sì che la famiglia di Astrid lo rispettasse. Tuttavia, il benessere economico non ha reso Michael più equilibrato. Intanto Charlie Wu, ex fidanzato di Astrid, che ha segretamente favorito il successo dell’azienda di Michael per far felice la donna, sta affrontando problemi nel suo matrimonio con Isabel.
Kitty Pong, ex attrice il cui matrimonio con Bernard Tai l’ha introdotta nell’élite di Singapore, tenta di entrare nell’alta società di Hong Kong comprando arte costosa e facendosi fotografare sulle riviste di gossip. Tuttavia, è goffa nei contesti sociali. Sentendosi costantemente esclusa, assume Corinna Ko-Tung, una donna di buona famiglia, che la aiuta a sembrare più sofisticata.
Eleanor Young scopre che Nick e Rachel hanno fissato la data del matrimonio, che si svolgerà in California. Furiosa, ottiene ulteriori dettagli da Cassian, il figlio di Astrid e Michael, e si presenta alle prove del matrimonio. Informa Rachel di aver rintracciato suo padre biologico, e lo fa incontrare con lei e sua madre. Eleanor decide di approvare il matrimonio tra Nick e Rachel. Nick, sospettoso, le chiede il motivo del suo cambio di opinione. Lei rivela che non si tratta solo del fatto che Rachel ora frequenti l’élite ricca della Cina, ma che stava cercando di proteggere sia lui che Rachel dall’ira di Su Yi. Anni prima, Eleanor aveva sopportato la disapprovazione di Su Yi per aver sposato Philip per amore. Rachel incontra suo padre, Bao Gaoliang, prima del matrimonio e, successivamente, viene invitata a passare del tempo con la sua nuova famiglia a Shanghai durante la luna di miele. Bao Shaoyen, la moglie di Gaoliang, è furiosa e chiede al marito di tenerla lontana da casa. Lui la sistema in un hotel lussuoso e rimanda l’incontro per oltre una settimana, ma Nick sospetta un’ingerenza.
Carlton, a cui è vietato frequentare Rachel, decide comunque di incontrare la sorellastra, con cui stringe subito un bel legame, così come con Nick, e le presenta la sua ricca – ma non ufficiale – fidanzata Colette Bing. I quattro si recano poi a Parigi per una giornata di shopping. A una festa, Richie Yang, il fidanzato ufficiale di Colette da tre anni, le fa una proposta di matrimonio, ma lei rifiuta. Richie si infuria con Carlton e inizia una lite.
Rachel è delusa per aver visto suo padre solo una volta. Quando Carlton sta per sfidare Richie in una gara di corsa clandestina, Colette e Rachel cercano di fermarlo. Carlton, arrabbiato, rivela a Rachel che Bao Shaoyen non vuole che lei entri nella sua casa. Bao Shaoyen teme che la presenza di una figlia illegittima possa rovinare la carriera politica del marito e vuole impedirle di ricevere l’eredità di Carlton. Prima di andarsene, Colette rimprovera Carlton per aver ferito Rachel e lo invita a non gareggiare. Dopo aver appreso i dettagli del suo incidente, Rachel convince Carlton a non partecipare. Lui si scusa con lei per il suo comportamento.
Rachel decide di lasciare la Cina, ma torna per un weekend alla spa con l’amica Peik Lin. Lì si ammala gravemente e viene ricoverata per un sospetto avvelenamento da organi. In ospedale, Peik Lin e Nick ricevono un mazzo di fiori con un biglietto: Rachel è stata avvelenata con Tarquinioide come avvertimento a non tornare in Cina. Il veleno è estremamente raro e Carlton sospetta che l’azienda farmaceutica dei suoi genitori sia coinvolta, dato che ha appena ottenuto i diritti di distribuzione del Tarquinioide. Convinto che sua madre sia la colpevole, torna a casa e la affronta, ma lei nega. Non le crede e confessa al padre che sua madre aveva corrotto tutti per coprire la verità sull’incidente e sulla morte dell’altra ragazza, e ritiene che Shaoyen abbia avvelenato Rachel per evitare uno scandalo. Carlton conclude dicendo che non lui o Rachel, ma Shaoyen causerà la rovina della loro famiglia presso l’élite cinese. Pentito, Bao Gaoliang fa visita a Rachel e Nick a Hong Kong, nell’appartamento di Eddie. Chiede scusa e confessa che Shaoyen sta ora collaborando con la polizia. Invita Rachel a casa sua, dove viene presentata al resto della famiglia, tutti commossi dalla sua storia. Bao Shaoyen la incontra finalmente e, vedendo quanto Rachel assomigli a suo figlio, capisce che le sue paure erano infondate e si scusa. Le due iniziano così ad andare d’accordo.
La polizia scopre che l’avvelenamento era opera di Roxanne, l’assistente di Colette, che lo ha fatto per paura che Carlton potesse perdere parte dell’eredità. Anche se Colette era all’oscuro di tutto, Carlton la ritiene comunque responsabile per aver quasi perso la sorella che ormai ama e, poco dopo, la lascia. Nick è titubante, ma Rachel accetta di incontrare Colette e accoglie le sue scuse. Colette le chiede di aiutarla a riconciliarsi con Carlton, ma Rachel non vuole intromettersi. Colette si infuria, l’accusa di volerli tenere separati per ripicca e inizia a urlarle contro. Rachel la accusa di essere egoista. La discussione finisce con Rachel che le dice di crescere. Ignare, la scena viene registrata e pubblicata su WeChat, diventando virale. Umiliata, Colette perde anche la sponsorizzazione di un’importante casa di moda. La situazione peggiora quando scopre dai tabloid che suo padre, Jack Bing, ha una relazione con Kitty.
Nel frattempo, Astrid si confida sempre più con Charlie, mentre Michael diventa freddo e distante. Michael viene intervistato da una rivista che lo nomina “Padre dell’anno”, dopo che si è vantato dei suoi successi e dei beni di lusso. La rivista fa ricerche su Astrid e pubblica dettagli sulla sua ricchezza e origine familiare. La famiglia di lei si infuria, e il padre di Astrid costringe Michael a incontrarlo, umiliandolo davanti a un uomo influente. Le riviste vengono ritirate e Michael sospetta che l’azienda sia in crisi per colpa del suocero. Quest'ultimo inizia a indagare sul genero e scopre che la sua azienda è stata acquistata da Charlie per farlo sentire all’altezza nel matrimonio. Michael affronta Astrid e le rivela di aver letto i suoi messaggi e ascoltato le sue telefonate con Charlie. Quando lei tenta di lasciare la casa con il figlio, lui la minaccia con un’arma. Astrid mantiene il sangue freddo e fugge con suo figlio. Più tardi, si scopre che Charlie ha divorziato da Isabel, e lui e Astrid appaiono ora insieme in pubblico.
Kitty Pong e la sua consulente d’immagine Corinna Ko-Tung hanno un problema: nessuno ha più visto il marito di Kitty, Bernard Tai. Si diffondono voci sul suo conto (che sia morto, incapace, o schiavo sessuale di Kitty in qualche dungeon), così come sulla figlia Giselle. Kitty rivela a Corinna che Bernard è nascosto in una piccola casa a Los Angeles per un intervento di chirurgia ricostruttiva. La lunga permanenza in California ha cambiato radicalmente i suoi valori e lo stile di vita, che Giselle è costretta a seguire. Kitty rapisce la figlia e fugge usando l’aereo privato di Jack Bing. Torna nella sua casa lussuosa a Singapore con la figlia e fa conoscere nuovamente Giselle alla nonna Carol Tai, avviando una causa per ottenere la custodia contro Bernard.